# 김윤일 (가수)
김윤일(1977년 11월 10일 ~ )은 대한민국 모던 록 밴드 자우림의 객원 서브보컬이며 1998년에 데뷔하였다. 데뷔당시 그가 속해있었던 그룹 '오엔스쿨'은 유명 걸그룹 핑클의 전 멤버 이효리가 핑클로 데뷔하기전 잠시 속해있었던 그룹으로서 김윤일은 이에 대해 《정재형 이효리의 유&아이》에서 언급한 바 있다.

## 경력
- 1998~1999 그룹 '오엔 스쿨' 멤버

## 학력
- 단국대학교 영극영화학과 (졸업)

## 가족사항
- 누나: 김윤아 (1974년 3월 11일~)
- 자형: 김형규 (1976년 1월 29일~)
  - 조카: 김민재 (2007년~)